# Батунный
Батунный — посёлок в Заринском районе Алтайского края России. Входит в состав Шпагинского сельсовета.

## География
Расположен в северо-восточной части края, фактически образуя с посёлком при станции Батунная единый населённый пункт.
Климат
континентальный. Средняя температура января −17,7 °C, июля +19,2 °C. Годовое количество атмосферных осадков — 450 мм.

## История
Посёлок входит в муниципальное образование «Шпагинский сельсовет» согласно муниципальной и административно-территориальной реформе 2007 года.

## Население
| 1997 | 1998 | 1999 | 2000 | 2001 | 2002 | 2003 | 2004 | 2005 |
| ---- | ---- | ---- | ---- | ---- | ---- | ---- | ---- | ---- |
| 302  | ↗323 | ↘115 | ↗316 | ↘315 | ↗328 | ↘290 | ↘274 | ↗277 |
| 2006 | 2007 | 2008 | 2009 | 2010 | 2011 | 2012 | 2013 |      |
| ↗294 | ↗301 | ↘287 | ↗301 | ↘276 | →276 | ↘274 | ↘272 |      |

национальный состав
Согласно результатам переписи 2002 года, в национальной структуре населения русские составляли 92 % от 280 жителей.

## Инфраструктура
Экономика
Основное направление — сельское хозяйство.

## Транспорт
Посёлок доступен автомобильным и железнодорожным транспортом.
Станция Батунная связывает посёлок с Барнаулом, Заринском и Новокузнецком.
Посёлок доступен по дороге общего пользования межмуниципального значения «подъезд к ст. Батунной» (идентификационный номер 01 ОП РЗ 01Н-1302) протяженностью 7,038 км.